# Бен Провізор
Бенджамін Еррол «Бен» Провізор (англ. Benjamin Errol «Ben» Provisor; нар. 26 червня 1990, Стівенс-Пойнт, штат Вісконсин) — американський борець греко-римського і вільного стилів, дворазовий чемпіон та бронзовий призер Панамериканських чемпіонатів з греко-римської боротьби, чемпіон Панамериканського чемпіонату з вільної боротьби, срібний призер Панамериканських ігор з греко-римської боротьби, учасник двох Олімпійських ігор у змаганнях з греко-римської боротьби.

## Життєпис
Боротьбою почав займатися з 1999 року. У 2009 році став Панамериканським чемпіоном серед юніорів, причому одразу у двох дисциплінах — і у греко-римській, і у вільній боротьбі.
Виступав за Нью-Йоркський атлетичний клуб з Нью-Йорка та борцівський клуб «Sunkist Kids» зі Скоттсдейла — передмістя Фінікса. Тренер — Денніс Холл.
Дружиною Бена Провізора є американська борчиня вільного стилю, бронзова призерка чемпіонату світу, бронзова призерка Панамериканського чемпіонату, срібна призерка Кубку світу Лей Джейнс.

## Спортивні результати на міжнародних змаганнях

### Виступи на Олімпіадах
| Змагання                    | Збірна | Вагова категорія                 | Місце |
| --------------------------- | ------ | -------------------------------- | ----- |
| Літні Олімпійські ігри 2012 | США    | греко-римська боротьба, до 74 кг | 11    |
| Літні Олімпійські ігри 2016 | США    | греко-римська боротьба, до 85 кг | 12    |

### Виступи на чемпіонатах світу
| Змагання                        | Збірна | Вагова категорія                 | Місце |
| ------------------------------- | ------ | -------------------------------- | ----- |
| Чемпіонат світу з боротьби 2017 | США    | греко-римська боротьба, до 85 кг | 21    |
| Чемпіонат світу з боротьби 2021 | США    | греко-римська боротьба, до 82 кг | 14    |

### Виступи на Панамериканських чемпіонатах
| Змагання                                   | Збірна | Вагова категорія                 | Місце  |
| ------------------------------------------ | ------ | -------------------------------- | ------ |
| Панамериканський чемпіонат з боротьби 2017 | США    | греко-римська боротьба, до 85 кг | Золото |
| Панамериканський чемпіонат з боротьби 2018 | США    | греко-римська боротьба, до 87 кг | Бронза |
| Панамериканський чемпіонат з боротьби 2018 | США    | вільна боротьба, до 92 кг        | Золото |
| Панамериканський чемпіонат з боротьби 2021 | США    | греко-римська боротьба, до 82 кг | Золото |

### Виступи на Панамериканських іграх
| Змагання                  | Збірна | Вагова категорія                 | Місце  |
| ------------------------- | ------ | -------------------------------- | ------ |
| Панамериканські ігри 2011 | США    | греко-римська боротьба, до 74 кг | Срібло |

### Виступи на інших змаганнях
| Змагання                                                | Збірна | Вагова категорія                 | Місце  |
| ------------------------------------------------------- | ------ | -------------------------------- | ------ |
| Відкритий міжнародний турнір «Sunkist Kids» 2010        | США    | греко-римська боротьба, до 84 кг | 4      |
| Міжнародний турнір Ньюйоркського атлетичного клубу 2010 | США    | греко-римська боротьба, до 84 кг | 4      |
| Міжнародний меморіал Дейва Шульца 2011                  | США    | греко-римська боротьба, до 74 кг | Бронза |
| Кубок Гранми з боротьби 2011                            | США    | греко-римська боротьба, до 74 кг | Бронза |
| Кубок Вантаа з боротьби 2011                            | США    | греко-римська боротьба, до 74 кг | 5      |
| Міжнародний турнір Любомира Івановича-Гедзи 2012        | США    | греко-римська боротьба, до 84 кг | 5      |
| Кубок Якоба Курбі 2013                                  | США    | греко-римська боротьба, до 74 кг | Золото |
| Rumble on the Rails 2013                                | США    | Multiple Style Event, до GR74 кг | Золото |
| Міжнародний турнір Ньюйоркського атлетичного клубу 2013 | США    | греко-римська боротьба, до 84 кг | Золото |
| Кубок Арво Хаавісто 2013                                | США    | греко-римська боротьба, до 84 кг | 5      |
| Міжнародний меморіал Білла Фаррелла 2014                | США    | греко-римська боротьба, до 80 кг | Золото |
| Меморіал Олега Караваєва 2014                           | США    | греко-римська боротьба, до 85 кг | 7      |
| Міжнародний меморіал Дейва Шульца 2015                  | США    | греко-римська боротьба, до 80 кг | Золото |
| Кубок Тахті 2015                                        | США    | греко-римська боротьба, до 80 кг | 14     |
| Олімпійські випробування США 2016                       | США    | греко-римська боротьба, до 85 кг | Золото |
| Міжнародний меморіал Дейва Шульца 2017                  | США    | греко-римська боротьба, до 85 кг | Золото |
| Тор Мастерс 2017                                        | США    | греко-римська боротьба, до 85 кг | 7      |
| Гран-прі Загреба з боротьби 2017                        | США    | греко-римська боротьба, до 85 кг | 5      |
| Турнір Г. Картозія і В. Балавадзе 2017                  | США    | греко-римська боротьба, до 85 кг | Срібло |
| Тор Мастерс 2018                                        | США    | греко-римська боротьба, до 87 кг | 8      |
| Кубок Канади з боротьби 2018                            | США    | вільна боротьба, до 92 кг        | Срібло |
| Гран-прі Угорщини з боротьби 2019                       | США    | греко-римська боротьба, до 87 кг | 14     |
| Меморіал Маттео Пелліконе 2021                          | США    | греко-римська боротьба, до 82 кг | 13     |

### Виступи на змаганнях молодших вікових груп
| Змагання                                                 | Збірна | Вагова категорія                 | Місце  |
| -------------------------------------------------------- | ------ | -------------------------------- | ------ |
| Чемпіонат світу з боротьби серед юніорів 2008            | США    | греко-римська боротьба, до 74 кг | 19     |
| Панамериканський чемпіонат з боротьби серед юніорів 2009 | США    | греко-римська боротьба, до 84 кг | Золото |
| Панамериканський чемпіонат з боротьби серед юніорів 2009 | США    | вільна боротьба, до 84 кг        | Золото |
| Чемпіонат світу з боротьби серед юніорів 2010            | США    | греко-римська боротьба, до 84 кг | 12     |